# Matylda Ossadnik
Matylda Helena Ossadnik, później Ogierman (ur. 17 marca 1917 w Bytomiu, zm. 15 maja 1997 w Katowicach) – gimnastyczka, olimpijka z Berlina 1936.
Uczestniczka mistrzostw świata w 1938, w których zajęła 23 miejsce indywidualnie i zdobyła brązowy medal w drużynowym wieloboju. Podczas igrzysk olimpijskich w 1936 zajęła 6 miejsce w wieloboju drużynowym. Po zakończeniu II wojny światowej trenerka, działaczka oraz sędzia sportowy. Tę ostatnią funkcję sprawowała kilkukrotnie na igrzyskach olimpijskich.
Pochowana na cmentarzu w Katowicach Załężu przy ul. Pośpiecha: sektor F, Pole 7, rząd 4, miejsce 1.

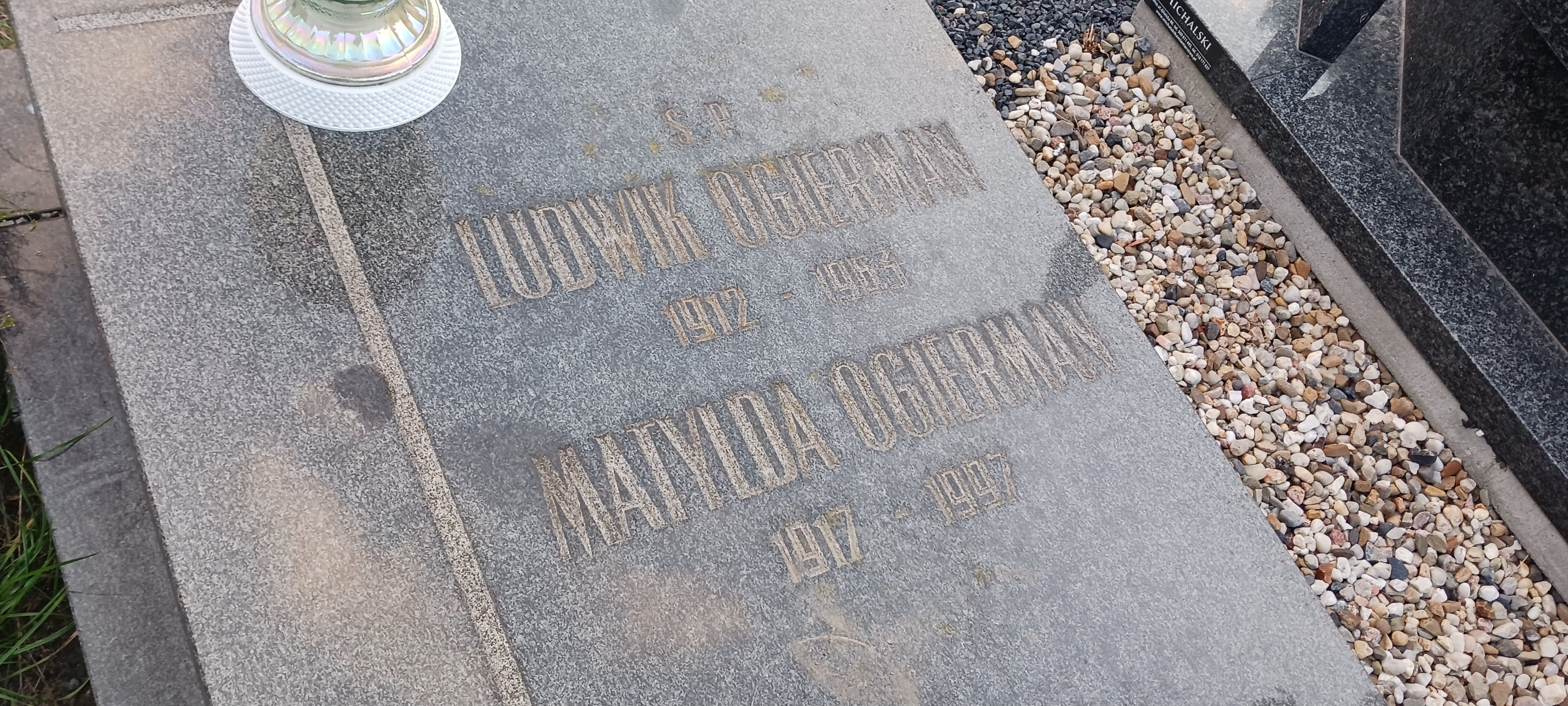
Grób Matyldy Ogierman na cm. św. Józefa w Katowicach-Załężu przy ul. Pośpiecha.